# Halowe Mistrzostwa Świata w Lekkoatletyce 1991 – bieg na 1500 m mężczyzn
Bieg na 1500 m mężczyzn – jedna z konkurencji rozgrywanych podczas halowych mistrzostw świata w lekkoatletyce w 1991. Eliminacje odbyły się 8 marca, a finał został rozegrany 9 marca.
Do eliminacji zgłoszonych zostało 19 zawodników z 14 państw.
Zawody w tej konkurencji wygrał reprezentant Algierii Noureddine Morceli. Drugą pozycję zajął zawodnik z Hiszpanii Fermín Cacho, trzecią zaś reprezentujący Portugalię Mário da Silva.

## Wyniki

### Eliminacje
Bieg 1
| Miejsce | Zawodnik           | Państwo           | Wynik   | Uwagi |
| ------- | ------------------ | ----------------- | ------- | ----- |
| 1.      | Noureddine Morceli | Algieria          | 3:44,06 |       |
| 2.      | Jeff Atkinson      | Stany Zjednoczone | 3:44,83 |       |
| 3.      | Siergiej Mielnikow | ZSRR              | 3:44,91 |       |
| 4.      | Marcus O'Sullivan  | Irlandia          | 3:45,29 |       |
| 5.      | Victor Rojas       | Hiszpania         | 3:45,43 |       |
| 6.      | Raszid al-Basir    | Maroko            | 3:45,83 |       |
| 7.      | Robin van Helden   | Holandia          | 3:46,33 |       |
| 8.      | David Kibet        | Kenia             | 3:47,33 |       |
| 9.      | Alemayehu Roba     | Etiopia           | 3:48,83 |       |
| –       | Mirosław Choczkow  | Bułgaria          | DNS     |       |

Bieg 2
| Miejsce | Zawodnik            | Państwo           | Wynik   | Uwagi |
| ------- | ------------------- | ----------------- | ------- | ----- |
| 1.      | Mário da Silva      | Portugalia        | 3:43,70 |       |
| 2.      | Fermín Cacho        | Hiszpania         | 3:43,73 |       |
| 3.      | Abdelaziz Sahere    | Maroko            | 3:43,99 |       |
| 4.      | Han Kulker          | Holandia          | 3:44,04 |       |
| 5.      | Michael Busch       | Niemcy            | 3:44,57 |       |
| 6.      | Terrance Herrington | Stany Zjednoczone | 3:44,86 |       |
| 7.      | José Moreira        | Portugalia        | 3:47,57 |       |
| 8.      | Davide Tirelli      | Włochy            | 3:47,63 |       |
| –       | Jacinto Navarrete   | Kolumbia          | DNS     |       |

### Finał
| Miejsce | Zawodnik            | Państwo           | Wynik   | Uwagi |
| ------- | ------------------- | ----------------- | ------- | ----- |
| 01 !    | Noureddine Morceli  | Algieria          | 3:41,57 |       |
| 02 !    | Fermín Cacho        | Hiszpania         | 3:42,68 |       |
| 03 !    | Mário da Silva      | Portugalia        | 3:43,85 |       |
| 4.      | Marcus O'Sullivan   | Irlandia          | 3:44,79 |       |
| 5.      | Han Kulker          | Holandia          | 3:45,93 |       |
| 6.      | Jeff Atkinson       | Stany Zjednoczone | 3:46,25 |       |
| 7.      | Michael Busch       | Niemcy            | 3:46,72 |       |
| 8.      | Abdelaziz Sahere    | Maroko            | 3:47,04 |       |
| 9.      | Terrance Herrington | Stany Zjednoczone | 3:47,19 |       |
| 10.     | Siergiej Mielnikow  | ZSRR              | 3:49,78 |       |